# Perico (Cuba)
Pour les articles homonymes, voir Perico.
Perico est une ville et une municipalité de Cuba dans la province de Matanzas.

## Géographie

### Situation
Colón se trouve dans la partie occidentale de l'île de Cuba, vers le nord-est de la province de Matanzas, 
à 171 km est-sud-est de La Havane (par la Carretera Central et la Vía Blanca ; ou 191 km par la autoroute A1 (en))
et 68 km sud-est de sa capitale de province Matanzas.
La ville est sur la carretera central reliant Matanzas à Santa Clara (129 km sud-est). Cárdenas est à 43 km au nord-ouest.

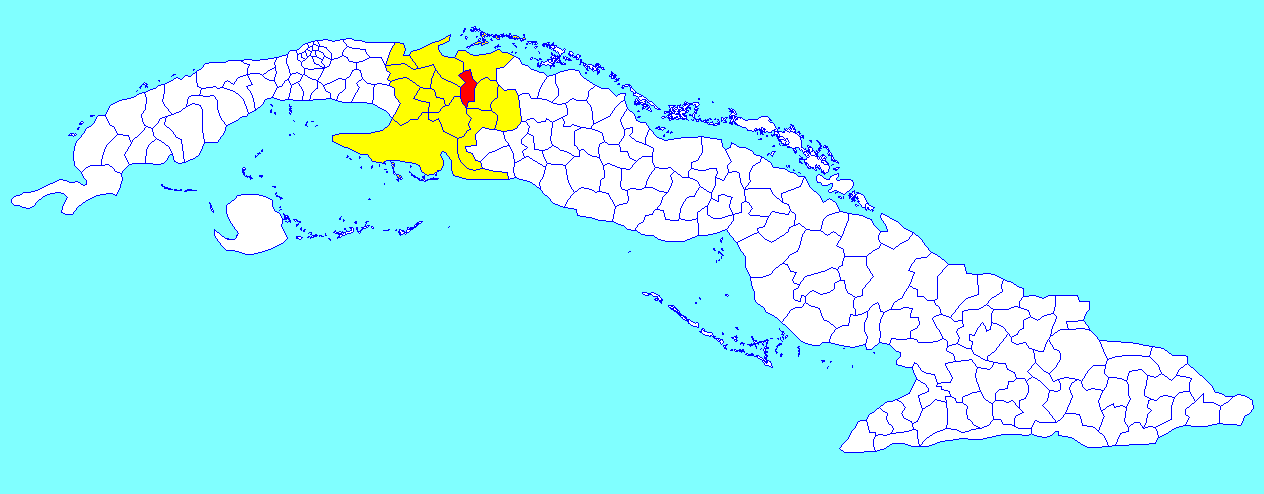
Municipalité de Perico dans la province de Matanzas

### Divisions administratives
Perico a trois consejos populares :
- Perico
- España Republicana
- Máximo Gómez

## Population
En 2022 la population de la municipalité est estimée à 29 746 habitants. Pour une surface de 278,4 km2, la densité est de 106,9 habitants/km².